# Cereus phatnospermus
Cereus phatnospermus là một loài thực vật có hoa trong họ Cactaceae. Loài này được K.Schum. mô tả khoa học đầu tiên năm 1899.